# Миядзаки (префектура)
Миядзаки (на японски: 宮崎県, по английската Система на Хепбърн Miyazaki-ken, Миядзаки-кен) е една от 47-те префектури на Япония. Миядзаки е с население от 1 170 023 жители (2000 г.) и има обща площ от 6684,67 км². Едноименният град Миядзаки е административният център на префектурата.